# Aberdeen (Carolina do Norte)
Aberdeen é uma cidade  localizada no estado norte-americano de Carolina do Norte, no Condado de Moore.

## Demografia
Segundo o censo norte-americano de 2000, a sua população era de 3400 habitantes. 
Em 2006, foi estimada uma população de 5052, um aumento de 1652 (48.6%).

## Geografia
De acordo com o United States Census Bureau, a localidade tem uma área de 16,0 km², dos quais 16,0 km² cobertos por terra e 0,0 km² cobertos por água.

## Localidades na vizinhança
O diagrama seguinte representa as localidades num raio de 12 km ao redor de Aberdeen. 